# قياس الأبعاد السريع

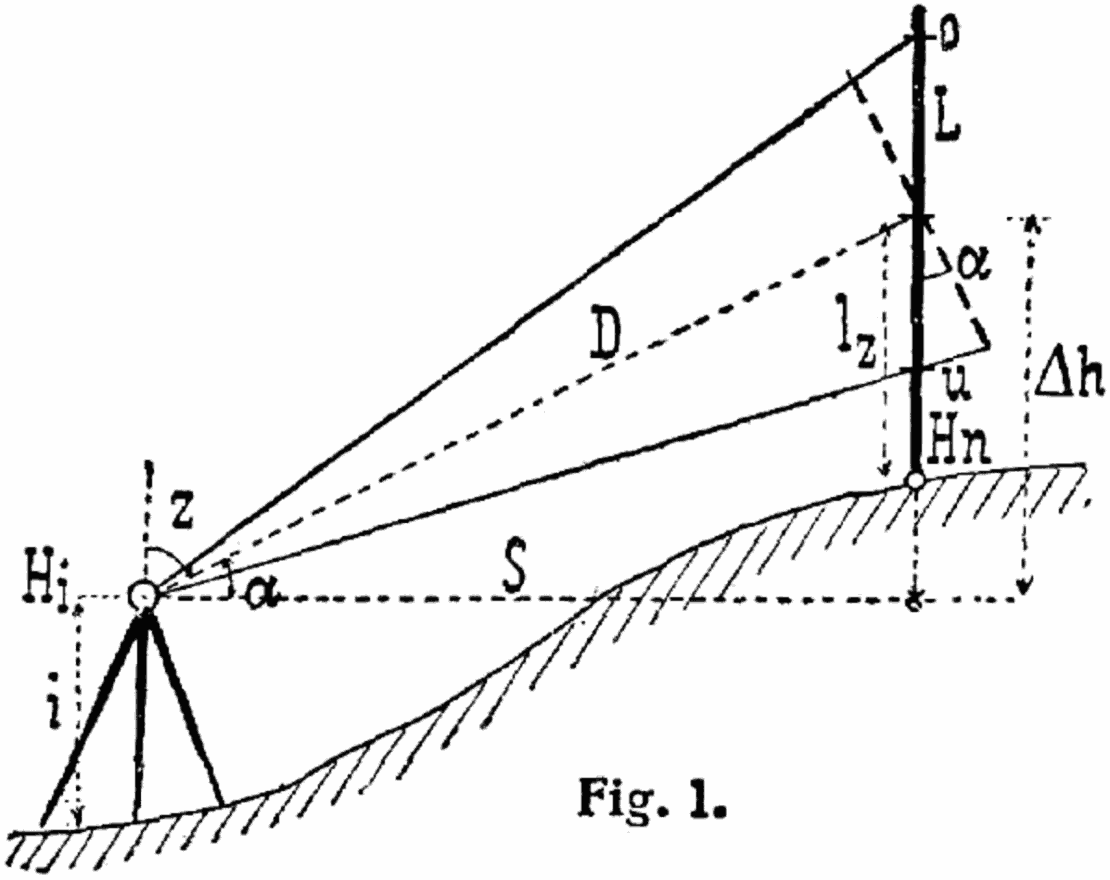
مخطط القياسات: D هي المسافة المائلة؛ S هي المسافة الأفقية؛ Δh هي المسافة العمودية.

قياس الأبعاد السريع (بالإنجليزية: Tacheometry)‏ هي نظام للمسح السريع، تُحدَّد من خلالها المواضع الأفقية والعمودية للنقط على سطح الأرض بالنسبة لبعضها البعض باستخدام مقياس الأبعاد السريع (بالإنجليزية: Tacheometer)‏، وهو شكل من أشكال المزواة. يُستخدم بدون مقياس غُنْتَر [الإنجليزية] أو شريط لقياس المسافة وبدون مسواة بصرية [الإنجليزية] منفصلة لقياس الارتفاع النسبي.
تُستخدم في قياس الأبعاد السريع قَامَةً مشابهةً لقَامَة التسوية [الإنجليزية] بدلاً من الشاخص [الإنجليزية] المستخدم عادةً لوضع نقطة. يوضع ذلك بارتفاعات من القاعدة، ومُدرَّج وفقًا لشكل مقياس الأبعاد السريع المستخدم.